# قزلجة (سلماس)
قزلجة هي قرية في مقاطعة سلماس، إيران. يقدر عدد سكانها بـ 214 نسمة بحسب إحصاء 2016.